# Poleahove, Teofipol
Poleahove (în ucraineană Поляхове) este localitatea de reședință a comunei Poleahove din raionul Teofipol, regiunea Hmelnîțkîi, Ucraina.

## Demografie
Componența lingvistică a localității Poleahove
     Ucraineană (97,94%)
     Alte limbi (0,36%)
Conform recensământului din 2001, majoritatea populației localității Poleahove era vorbitoare de ucraineană (97,94%), existând în minoritate și vorbitori de armeană (1,7%).